# Royal Ulster Yacht Club
Le Royal Ulster Yacht Club est un club nautique  situé  à  Bangor, Comté de Down en Irlande du Nord, sur la rive sud du Belfast Lough.

## Histoire
Le club a été créé en 1866 comme Ulster Yacht Club, sur l'impulsion de Frederick Temple Blackwood, 1er marquis de Dufferin et Ava.

En 1869 , il a reçu le Blason royal britannique.
Le terrain du club a été acheté en 1897 et construit par l'architecte Vincent Craig (frère du 1er Vicomte Craigavon).
Aujourd'hui, le patron du club est la reine Élisabeth II (poste qu'elle occupe depuis 1953) et le commodore est le prince Richard, duc de Gloucester .
Le RUYC a été visité par la reine Élisabeth et le Prine Philip Duc d'Édimbourg en 1961, celui-ci participant à la régate. Le Duc est revenu au club en 2006.
Le club est l'un des 10 clubs sur le Belfast Lough qui font partie de la Belfast Lough Yachting Conference (en) .

## Coupe de l'America
Les rois Edouard VII et George V avaient le même intérêt pour la plaisance que Sir Thomas Lipton, commerçant et navigateur écossais, et appréciaient sa compagnie.

Entre 1895 et 1930, il défia cinq fois les défendeurs américains de la Coupe de l'America sous les couleurs du Royal Ulster Yacht Club sans obtenir de victoire finale.
- 1895 : Shamrock
- 1901 : Shamrock II
- 1903 : Shamrock III
- 1920 : Shamrock IV
- 1930 : Shamrock V

Ses efforts largement popularisés pour gagner la Coupe de l'America lui rapportèrent une coupe spéciale créée pour « le meilleur de tous les perdants » et contribuèrent à la célébrité de la marque  du thé Lipton aux États-Unis.